# Вулиця Черняховського (Москва)
Вулиця Черняховського — вулиця в Москві, що знаходиться в районі Аеропорт Північного адміністративного округу.

## Історія
Раніше вулиця Черняховського розташовувалася на території колишнього підмосковного села Всехсвятське. До революції носила ім'я Попівський (або Фроловський) проїзд. В 1922 році перейменовано на Отецький проїзд за давньою назвою Всехсвятського — село Святі Отці.
В 1961 році проїзд об'єднався з новою безіменною вулицею і змінив назву на вулицю Черняховського. Нова назва була дана на честь двічі Героя Радянського Союзу генерала армії Івана Даниловича Черняховського (1906—1945). 18 лютого 2016 року на вулиці урочисто відкрито пам'ятник Івану Черняховському.
Згідно з планами 1950-1960-х років, по вулиці повинна була пройти траса майбутнього четвертого транспортного кільця Москви. Згідно цього плану була пов'язана відносно велика ширина вулиці. Однак пізніше від ідеї побудувати тут четверте кільце відмовилися.

## Розташування
Вулиця Черняховського починається на Ленінградському проспекті, на площі Ернста Тельмана. Йде на північний схід, перетинає вулиці Усієвича, Червоноармійську, Часову, Планетну і закінчується тупиком біля шляхів Ризького напрямку Московської залізниці.

## Транспорт
На вулиці Черняховського розташована зупинка «Вул. Усієвича» автобусів № 105к та 110. На початку вулиці на площі Ернста Тельмана розташований вхід на станцію метро «Аеропорт».

## Помітні будівлі та споруди
По непарній стороні:
- Буд. № 3 — житловий будинок. Тут жили режисер і телеведучий В. А. Шнейдеров, актор А. А. Файт, драматург В. С. Фрід, сценарист Еміль Брагінський, письменник і кінорежисер Ефраїм Севела;
- Буд. № 5, к.1 — знаменитий акторський будинок. Тут жили актори Іван Рижов, Георгій Юматов, Муза Крєпкогорская, Євген Шутов, Майя Булгакова, Тетяна Пельтцер, Людмила Шагалова, Любов Соколова, режисер Леонід Гайдай[2], оператор В'ячеслав Шумський, поет Віктор Боков, поет-пародист Олександр Іванов;
- Буд. № 9, к.5 — житловий будинок. Тут жив композитор Борис Дієв.

По парній стороні:
- Буд. № 2 — житловий будинок. Тут жили кінорежисер В. П. Вайншток, актор і кінорежисер Є. І. Ташков, кінорежисер Павло Арсенов;
- Буд. № 4 — житловий будинок (ЖБК «Московський письменник»). У ньому жили і працювали К. М. Симонов, О. А. Галич, А. О. Тарковський, Ю. Нагибін, В. М. Войнович, Є. Й. Габрилович, Б. С. Ямпольський, Н. Й. Ільїна[3][4], І. В. Вайсфельд, О. П. Штейн, М. М. Шпанов, В. Б. Шкловський, Ю. В. Сотник, перекладач Яків Козловський та інші. У цьому ж будинку відбуваються події, описані Володимиром Войновичем у документальній повісті «Іванькіада, або Розповідь про вселення письменника Войновича в нову квартиру». Будинок є заявленим об'єктом культурної спадщини[5].